# Neoncicola avicola
Espèce
Synonymes
- Prosthenorchis avicola Travassos, 1917 - protonyme

Neoncicola avicola est une espèce d'acanthocéphales de la famille des Oligacanthorhynchidae. C'est un parasite digestif retrouvé chez un oiseau au Brésil qui semble toutefois n'être qu'un hôte accidentel.